# 21555 Levary
A 21555 Levary (ideiglenes jelöléssel 1998 QF70) a Naprendszer kisbolygóövében található aszteroida. A LINEAR projekt keretében fedezték fel 1998. augusztus 24-én.